# Прогрессивная конституционалистская партия (Мальта)
Прогрессивная конституционалистская партия — политическая партия, существовавшая на Мальте с 1953 по 1971 годы.

## История
Прогрессивная конституционалистская партия была основана в 1953 году Мейбл Стрикленд, владелицей газеты «Times of Malta» и дочерью Джеральда Стрикленда, основателя Конституционной партии. Возникла после раскола Конституционной партии и выхода из неё Стрикленд в знак протеста против поддержки политики Лейбористской партии по интеграции Мальты с Соединенным Королевством.
Партия не получила мест в Палате представителей по результатам выборов 1953 и 1955 годов. Одно место получила после выборов в 1962 году, однако потеряла его на следующих — в 1966 году, состоявшихся после обретения Мальтой независимости. После неудачной попытки пройти в Парламент в 1971 году партия была расформирована.

## Идеология
Партия пропагандировала лояльность по отношению к католической церкви и британской короне, однако выступала за предоставление Мальте статуса доминиона, чтобы избежать какой-либо культурной ассимиляции или секуляризации, которые могла бы принести интеграция с Соединенным Королевством. Также придерживалась строгой антикоммунистической линии.

## Результаты выборов
| Выборы | Лидер           | Голоса | %    | Кресла  | Позиция |
| ------ | --------------- | ------ | ---- | ------- | ------- |
| 1953   | Мейбл Стрикленд | 5128   | 4,33 | 0 из 40 | 4 место |
| 1955   | Мейбл Стрикленд | 3649   | 3,02 | 0 из 40 | 3 место |
| 1962   | Мейбл Стрикленд | 7290   | 4,84 | 1 из 40 | 5 место |
| 1966   | Мейбл Стрикленд | 2009   | 1,40 | 0 из 40 | 4 место |
| 1971   | Мейбл Стрикленд | 1756   | 1,04 | 0 из 40 | 3 место |